# Mélanie Turgeon
Mélanie Turgeon, kanadska alpska smučarka, * 21. oktober 1976, Alma, Quebec.
Največji uspeh kariere je dosegla na Svetovnem prvenstvu 2003, ko je osvojila naslov prvakinje v smuku. Nastopila je na treh olimpijskih igrah, kjer je najboljšo uvrstitev dosegla leta 2002 z osmim mestom v smuku. V svetovnem pokalu je tekmovala enajst sezon med letoma 1993 in 2005 ter dosegla eno zmago in še sedem uvrstitev na stopničke. Leta  2000 je bila druga v superveleslalomskem seštevku.